# Райманово (Сарактаський район)
Райма́ново (рос. Райманово) — присілок у складі Сарактаського району Оренбурзької області, Росія.

## Населення
Населення — 14 осіб (2010; 18 у 2002).
Національний склад (станом на 2002 рік):
- башкири — 78 %